# Cal Vicenç (Sant Cugat Sesgarrigues)
Cal Vicenç és una casa de Sant Cugat Sesgarrigues (Alt Penedès) inclosa a l'Inventari del Patrimoni Arquitectònic de Catalunya.

## Descripció
Casa entre mitgeres, de planta baixa i pis, amb teulada a doble vessant i el carener paral·lel a la façana principal. Aquesta és estructurada per la porta principal i una finestra a la planta baixa i dues finestres de mida petita al pis. L'únic element interessant és l'arc de la porta d'accés, de mig punt i adovellat tot i que es conserva desfigurat. La paret és totalment arrebossada.